# 贝赫杰特·帕乔利
贝赫杰特·伊萨·帕乔利（發音：[bɛhˈɟɛt paˈtsoɫi]；1951年8月30日—）是一位科索沃富商和政治家，阿尔巴尼亚族人，曾任科索沃总统及科索沃外交部長。

## 生平
于1990年在瑞士卢加诺创建了一家市政工程公司——Mabetex，该公司先后参与了俄罗斯、哈萨克斯坦等国的许多重要工程项目。2006年又创立了名为新科索沃联盟的政党，并担任该党主席。科索沃独立后，他积极游走各国，力图使科索沃独立得到国际社会的普遍承认。2011年2月22日，贝赫杰特·帕乔利参与科索沃议会选举，当选为总统，不過在帕喬利當選一星期後，反對派即向法院選舉無效，最終法院宣佈選舉違效，需重選總統。